# Merlin Joseph
Merlin K. Joseph (* 1. Juli 1989) ist eine ehemalige indische Leichtathletin, die sich auf den Sprint spezialisiert hat.

## Sportliche Laufbahn
Erste internationale Erfahrungen sammelte Merlin Joseph im Jahr 2013, als sie bei den Asienmeisterschaften in Pune mit 11,92 s in der Vorrunde im 100-Meter-Lauf ausschied und mit der indischen 4-mal-100-Meter-Staffel in 45,03 s den vierten Platz belegte. 2017 gewann sie mit der Staffel bei den Asienmeisterschaften in Bhubaneswar in 44,57 s gemeinsam mit Himashree Roy, Srabani Nanda und Dutee Chand die Bronzemedaille hinter den Teams aus Kasachstan und der Volksrepublik China. Im selben Jahr beendete sie dann ihre aktive sportliche Karriere im Alter von 28 Jahren.
2015 wurde Joseph indische Meisterin in der 4-mal-100-Meter-Staffel.

## Persönliche Bestzeiten
- 100 Meter: 11,35 s (0,0 m/s), 8. September 2013 in Ranchi